# Lago Leigh
Il lago Leigh si trova entro i confini del parco nazionale del Grand Teton, nello stato del Wyoming. È un lago naturale situato lungo il versante sud-orientale del Monte Moran e dal quale è possibile vedere molte delle vette della catena dei Teton Range. L'accesso al lago è possibile seguendo alcuni percorsi escursionistici per una lunghezza di circa 1,6 km su un terreno pianeggiante. Sulla sponda nord del lago si trova la Leigh Lake Ranger Patrol Cabin, una vecchia caserma dei ranger oggi inserita nell'elenco del National Register of Historic Places.
Il lago Leigh rappresenta una sfida insolita per affrontare la scalata del Monte Moran. Data la difficoltà di avvicinarsi alla montagna via terra è possibile noleggiare delle canoe per raggiungere via lago il versante da scalare.